# 日本新生児成育医学会
公益社団法人日本新生児成育医学会（にほんしんせいじせいいくいがくかい、英語: Japan Society for Neonatal Health and Development）は、新生児医療の向上、発展をはかるとともに新生児学の研究を促し、会員相互の交流を促進し、新生児医療の充実を通じて、子どもの健康、人権および福祉の向上、さらにこれらを社会へ普及啓発することを目的とする学術団体。

## 沿革
- 1955年 未熟児の会が設立
- 1958年 未熟児研究協議会へと改称
- 1959年 未熟児研究会へと改称
- 1960年 未熟児新生児研究会へと改称
- 1986年 日本未熟児新生児学会が発足
- 2015年 一般社団法人日本新生児成育医学会が設立
- 2019年 公益社団法人日本新生児成育医学会へと移行

## 事業内容
1. 新生児医療の研究および振興を目的とする事業
2. 新生児医療に携わる医療者の教育および専門性の向上を目的とする事業
3. 新生児医療に関わる改善を目的とする事業
4. 新生児医療の社会への普及啓発および還元を目的とする事業
5. 国内外の関係団体との協力活動を目的とする事業
6. その他上記の目的を達成するために必要な事業

### 周産期母子医療センターネットワークデータベース（NRNJ）
2003年以降に全国の総合周産期母子医療センターおよび主要新生児医療施設に入院して治療を受けた在胎期間32週未満または出生体重1500g以下の新生児を対象とした症例レジストリ。2018年1月現在、192施設が参加している。現在は特定NPO法人新生児臨床研究ネットワークが運営している。